# 필독
필독(본명: 오광석, 1992년 2월 26일 ~ )은 대한민국의 BANK TWO BROTHERS 소속의 댄서이다.

## 학력
- 한국조형예술고등학교
- 서울종합예술실용학교 실용음악과

## 출연작

### 화보
- 《맨즈 헬스(Men's Health) 》(2016, DesignHouse)

### 예능
- 《우리동네 예체능》 (2014 ~ 2016, KBS2)
- 《출발드림팀 시즌 2》 (2014 ~ 2015, KBS2)
- 《힛 더 스테이지》 (2016, Mnet/tvN)
- 《런닝맨》 (2016, SBS)
- 《아이돌 리부팅 프로젝트 더 유닛》(2017, KBS2)
- 《개그콘서트》 944회 - 뷰티잉사이드 (2018년 4월 15일, KBS2)
- 《1대 100》 (2018년 4월 17일, KBS2) 100인으로 참여
- 《비디오스타》 (2019년 2월 19일, MBC Every1)

### 드라마
- 《자체발광 오피스》 - 은호재 역 (2017, MBC)
- 《대충사는 강대충씨》 - 한정독 역 (2016, 네이버 TV캐스트)
- 《식샤를 합시다》 - 현광석 역 (2014, tvN)
- 《일말의 순정》 - 오필독 역 (2013, KBS2)

### 영화
- 《중2라도 괜찮아》 (2017년) - 오 사범 역

### 버라이어티 쇼
- 《빅스타 쇼》(2012, SBS)
- 《2013 설특집 아이돌 스타 육상 선수권 대회》(2013, MBC)
- 《2013 추석특집 아이돌 스타 육상 선수권 대회》(2013, MBC)
- 《2014 설특집 아이돌 스타 육상 선수권 대회》(2014, MBC)
- 《2015 설특집 아이돌 스타 육상 선수권 대회》(2015, MBC)
- 《우리동네 예체능》(2014 ~ 2016, KBS2) - (필독)
- 《출발드림팀 시즌 2》(2014 ~ 2015, KBS2) - (필독)
- 《힛 더 스테이지》 (2016, Mnet/tvN) - (필독)
- 《2016 추석특집 아이돌 요리왕》 (2016, MBC)
- 《런닝맨》 (2016, SBS)